# Apocalypse (DC Comics)
Apocalypse (Doomsday em inglês) é um vilão fictício pertencente ao universo da DC Comics que estreou em 1992 na HQ "Superman: The Man of Steel #17" e, foi responsável pela morte de Superman na HQ A morte de Superman (Superman #75 nos Estados Unidos). Ele é fruto de experiências feitas por um cientista no planeta Krypton, onde teve inúmeras mortes e renascimentos; gerando um ódio pelo kriptoniano Superman

## Origem
No planeta Krypton, muito antes da raça humanóide kryptoniana dominar, monstros de ferocidade inigualável infestavam o planeta. Era um mundo violento onde apenas a criatura mais forte de todas sobrevivia (na altura, dizia-se que a espécie que dominava era a mais perigosa do universo). Um grupo de cientistas,que vivia num domo, procurava criar o ser supremo. Um deles, de nome Bertron, teve a ideia de lançar um bebê de um outro mundo para fora do domo. Os monstros imediatamente o mataram. O cientista usou máquinas para recolher os restos de DNA do bebê. Clonando-o, enviou novamente a criança para fora do domo, com resultados iguais. Assim foi ano após ano, década após década. O cientista recolhia os restos, clonava, e enviava o bebê para ser morto pelos monstros (quando o próprio ar de Krypton, na época tóxico, não se encarregava de fazê-lo). Entretanto, a cada clonagem, o bebê ia evoluindo centenas de anos, criando pele cinza, e saliências ósseas, bem como ausência de órgãos internos. Um dia, ele se tornou poderoso o bastante para exterminar todos os monstros que infestavam Krypton. Como segunda tarefa, ele se voltou contra Bertron e os cientistas do domo, matando a todos. Parece que a criatura mantinha vagas memórias de cada reclonagem, e a agonia das suas mortes eram registradas nos genes, levando a que odiasse toda a vida. Entrementes, uma nave que costumava trazer suprimentos aos cientistas aterrou em Krypton, e a criatura usou-a para escapar de lá, chegando a um planeta chamado Calaton. Por 3 anos, a criatura matou e destruiu tudo o que encontrava no planeta. Quando apenas a capital existia, um grupo de sábios criou uma máquina onde, em sacrifício, a força vital da Família Real seria captada para criar um ser chamado Radiante. O Radiante foi capaz de matar Apocalypse. Os calatonianos fizeram o ritual fúnebre habitual, ou seja, amarraram-no para que o seu espírito não se levantasse na outra vida. Além disso enviaram-no para o espaço astral onde ficaria à deriva, caso não tivesse batido em asteroides. Despenhando-se por fim na Terra, ficou enterrado no subsolo por um longo período.

## Após A Morte de Superman
Mas o que não sabiam é que devido a sua origem, a criatura poderia ressuscitar sempre, tornando-se mais poderosa a cada morte. Após anos, ela finalmente despertou e cavou seu caminho em direção a superfície. A onda de destruição causada chamou a atenção da Liga da Justiça. Vários membros foram feridos gravemente. Superman, então, envolveu-se no confronto, enfrentando e perseguindo a criatura (batizada pela imprensa como Apocalypse) por vários estados norte-americanos. Em Metrópolis, Superman finalmente conseguiu derrotá-lo, mas ao custo de sua vida (sendo que nas HQs seguintes, Superman O Retorno, ele é ressuscitado pelo Erradicador).

### Novo Krypton
Apocalypse retorna na página final de Superman #681. Ele chega trazendo destruição em Metrópolis depois que os representantes de Krypton se encontram com o Presidente. Apocalypse aparentemente morre depois que Superman, Supergirl e outros kandorianos quebram seu crânio.
Seu corpo é mandado para o General Sam Lane, que está envolvido com uma organização governamental que quer impedir uma invasão kryptoniana. Ele coloca Lex Luthor para melhorar o vilão, assim podendo usá-lo como uma arma.

### Superman: Doomsday
Apocalypse aparece no filme animado de 2007 que adapta A Morte do Superman, Superman: Doomsday (no Brasil, A Morte do Superman). Sua origem é simplificada, com registros de Krypton dizendo que ele é um super soldado programado como uma arma de destruição em massa literal ou dispositivo apocalíptico, destruindo tudo e todos à vista "porque deve". Depois de passar em uma cidade matando várias pessoas, Superman o enfrenta em Metrópolis. Apocalypse é finalmente derrotado quando um gravemente ferido Superman voa até o espaço exterior e o traz de volta, batendo-o no chão, e matando-o. A explosão também resulta no ferimento mortal para Superman, que morre em seguida. Ao contrário dos quadrinhos, não há nada que indicio de que Apocalypse retornara dos mortos. Como sua primeira aparição nos quadrinhos, ele não fala e só ruge.